# Грешники (фильм, 2005)
«Грешники» (англ. The Wickeds) — американский независимый любительский фильм ужасов с комедийными элементами 2005 года режиссёра Джона Пога. Премьера фильма состоялась 4 июля 2005 года. В фильме имеются сцены пародии на фильм 1999 года Шестое чувство., а также на многие жанровые клише. Всё действие фильм происходит в двух локациях — на кладбище и в доме.

## Сюжет
Близятся выходные, а семерым подросткам нечем заняться. Тогда они и решают провести свободное время в старом заброшенном доме, в котором ранее снимали дешёвые фильмы ужасов. С тех времён в доме остались бутафорские гробы со скелетами, оторванные конечности, следы крови и т. д. Естественно подростки в восторге. А в это самое время на кладбище поблизости орудуют двое воров. Они откапывают могилу лысого мужчины с целью похитить дорогостоящий амулет. Однако на этом самом амулете лежало проклятье, при снятии которого с покойного мёртвые оживают. В связи с этим двум незадачливым ворам приходится ретироваться от толпы вставших из своих мест захоронений мертвецов. Два вора решают спрятаться в близлежащем доме, в котором находятся упомянутые подростки. После этого компания начинает дружно отбиваться от вставших из могил зомби.

## В ролях
| Актёр              | Роль   |
| ------------------ | ------ |
| Рон Джереми        | Гас    |
| Анна Брайдфорт     | Джули  |
| Келли Сью Рот      | Алисса |
| Брэдфорд Сайкс     | Бэйли  |
| Майкл Тодд Шнайдер | Тьюфел |
| Брайан Донохью     | Билли  |
| Джастин Альварез   | Джейк  |
| Габриэлль Дэннис   | Кейт   |
| Райан Фостер       |        |